# Roland Günter

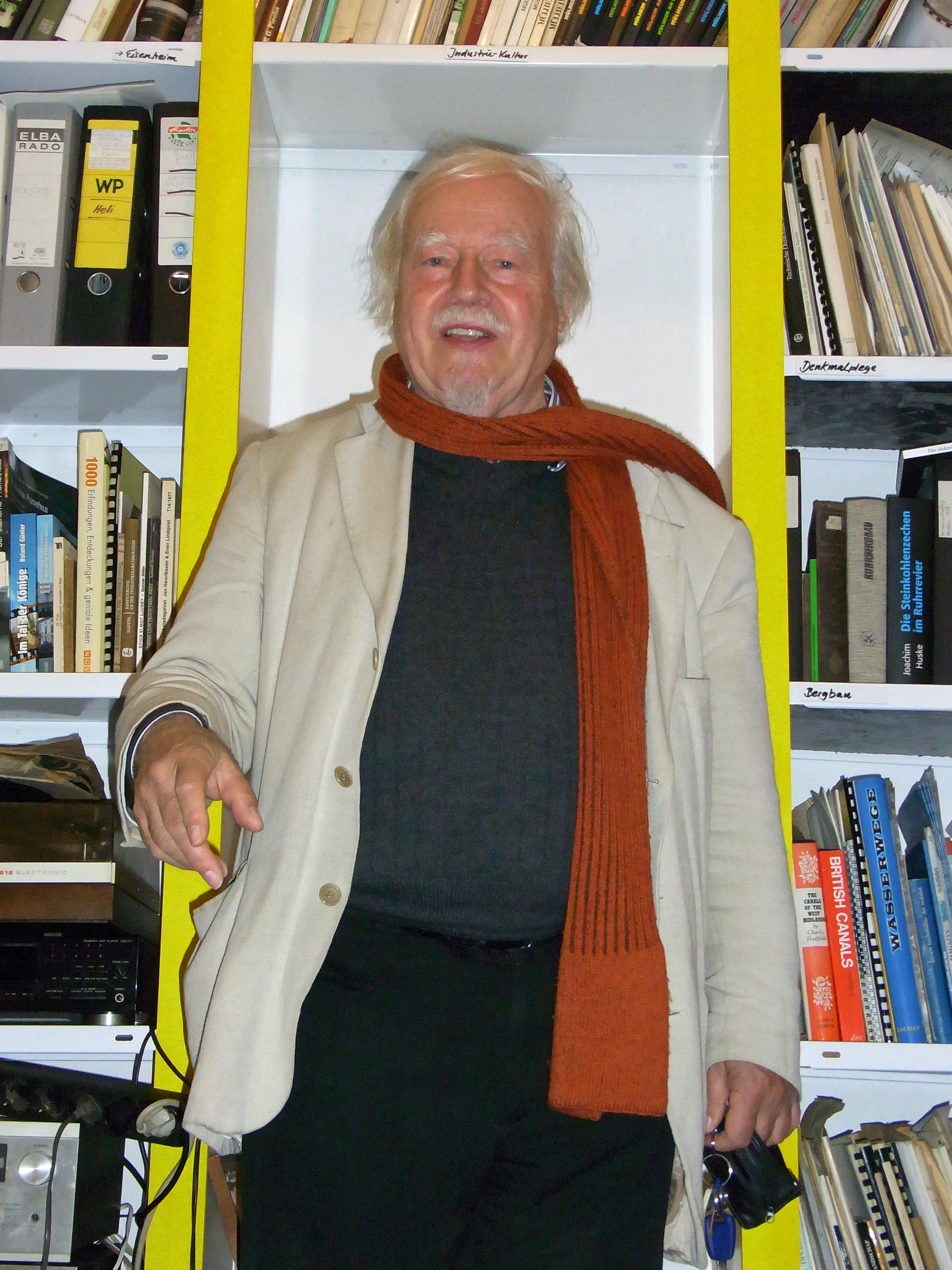
Roland Günter (2010)

Roland Günter (* 21. April 1936 in Herford) ist ein deutscher Kunst- und Kulturhistoriker und Pionier bei der Rettung von Industriebauten vor dem Abriss. Er ist Autor zahlreicher Veröffentlichungen über die Industriekultur, das Ruhrgebiet, und über seine zweiten Heimaten, Italien und die Niederlande.

## Werdegang
Nach dem Abitur am humanistischen Friedrichs-Gymnasium in Herford studierte Günter Kunstgeschichte in München und promovierte 1965 zum Thema „Wand, Fenster und Licht in der spätantik-frühchristlichen Architektur“. Er arbeitete anschließend für das Rheinische Denkmalamt in Bonn (heute LVR-Amt für Denkmalpflege im Rheinland). Hier verfasste er 1969 über Oberhausen eines der ersten Inventarwerke einer deutschen Stadt unter dem Gesichtspunkt der Industriekultur. 1971 wurde er Professor für Kunst- und Kulturtheorie an der Fachhochschule Bielefeld. Er habilitierte sich 1986 an der Fakultät für Kultur- und Kunstwissenschaft der Universität Hamburg. 
1999 emeritierte er und arbeitet jetzt als freier Autor. Er war 12 Jahre im Vorstand des Deutschen Werkbunds Nordrhein-Westfalen und im Redaktionsteam der Zeitschrift Werk und Zeit mit Dieter Beisel, Michael Andritzky und Erwin H. Zander. 
Die toskanische Stadt Anghiari machte ihn 2006 zum Ehrenbürger. 2025 erhielt er den Verdienstorden des Landes Nordrhein-Westfalen.

## Werk

### Siedlung Eisenheim und Ruhrgebiet
Ursprünglich wollte er Anfang der 1970er Jahre die älteste Arbeitersiedlung im Ruhrgebiet vor ihrem Abriss mit einer Studentengruppe dokumentieren. Stattdessen lenkte die Gruppe den Protest der Bewohner gegen den Abriss der Siedlung Eisenheim in Oberhausen in organisatorische Bahnen, nach Vorbild der Bürgerinitiativen. Analog zu diesem Begriff wählten sie die Bezeichnung Arbeiterinitiativen. Im Ruhrgebiet entstanden in der Folge Dutzende solcher Gruppen. Sie wurden beraten von Roland Günter und anderen kritischen Intellektuellen, die ihre Erfahrungen im Umgang mit Presse, Politikern und in juristischen Fragen einbrachten. Im Zuge dieser Arbeiterinitiativenbewegung konnte ein großer Teil der Arbeitersiedlungen des Ruhrgebietes erhalten werden. Heute stehen viele von ihnen unter Denkmalschutz und sind Bestandteil der Route der Industriekultur. 1974 zog Roland Günter mit seiner Familie in die Siedlung Eisenheim. In der Forschungsstelle Eisenheim entstanden gemeinsam mit Janne Günter, einer der Mitbegründerinnen der Oral History in Deutschland, zahlreiche Veröffentlichungen zur Arbeiter- und Industriekultur. Der Architekt Bernhard Küppers baute Janne und Roland Günter am Rand der historischen Siedlung 2003 eine „Gelehrten-Bibliothek“ als Arbeits- und Konferenz-Stätte.
Im Kontext der Arbeiterfotografie verstand Günter Fotografie als Waffe. Er war beteiligt an einem Umdenken über die Bewertung von Industriebauwerken und Arbeitersiedlungen. Als Berater und als Autor beteiligte er sich an der Internationalen Bauausstellung Emscher Park. Sein Reiseführer zum Ruhrgebiet „Im Tal der Könige“ aus Anlass der IBA war laut Gert Seltmann, Geschäftsführer der Internationalen Bauausstellung Emscher Park, „1994 das meistverkaufte Reise-Buch in Deutschland.“
Weiterhin verwirklichte Günter 1996 das Projekt „Sprechende Straßen“. Emailletafeln an den Häusern schildern anschaulich Aspekte der Geschichte und des Alltagslebens der Siedlung und ihrer Bewohner.

### Italien und die Niederlande
Seit seiner Schulzeit besucht Günter immer wieder Italien. Als Kunsthistoriker war er von der Malerei der Renaissance fasziniert, vor allem aber von der Stadtarchitektur. Er vertritt die These, die Raumgestaltung der Renaissance-Architektur mit engem Bezug auf den Menschen sei auch für die gegenwärtige Stadtplanung von Bedeutung. In den 1970er Jahren entstanden Raumanalysen in Rom (Spanische Treppe) und Venedig. Später folgten Reisebücher u. a. zur Toskana, Anghiari, Urbino, Ravenna und Rimini.
In den letzten Jahren unterstützt er vor allem die Idee der Poetischen Orte, die Tonino Guerra, der Drehbuchautor von Fellini und Gianni Giannini, im Tal des Flusses Marecchia im Apennin beispielhaft realisierten. An landschaftlich oder architektonisch interessanten Orten gestalteten sie mit Skulpturen oder Reliefs Poetische Orte, die Geschichten erzählen und zum Verweilen einladen.
Auch aus den Niederlanden holte Günter sich immer wieder Anregungen zur Gestaltung einer menschlichen Stadt. Dort lernte er viel von der niederländischen Stadtplanung, vor allem aber studierte er dort den zivilen Ungehorsam gegen eine technokratische Stadtzerstörung. Die widerspenstige Mentalität vieler Niederländer erklärt er aus ihrer Geschichte, wobei ihm die Malerei als Quellenmaterial dient. Zudem verfasste er ein Reisebuch zu Amsterdam.

## Ausgewählte Schriften
- Die Denkmäler des Rheinlandes, Bd. 14: Kreis Dinslaken, Düsseldorf 1968.
- Krupp und Essen. In: Martin Warnke (Hrsg.): Das Kunstwerk zwischen Wissenschaft und Weltanschauung. Gütersloh 1970, S. 128/174.
- Rettet Eisenheim. Gegen die Zerstörung der ältesten Arbeitersiedlung des Ruhrgebietes. Projektgruppe Eisenheim. Bielefeld. 1. Auflage 1972.
- Oberhausen. Die Denkmäler des Rheinlandes, Band 22. Düsseldorf 1975. (Manuskriptabschluss 1969)
- Das Ruhrgebiet im Film, 2 Bände, Oberhausen 1978 (mit Paul Hofmann und Janne Günter)
- Keine Zukunft für unsere Vergangenheit? Denkmalschutz und Stadtzerstörung. Gießen 1975 (mit Heinrich Klotz und Gottfried Kiesow).
- Handbuch für Bürgerinitiativen. West-Berlin 1976 (mit Rolf Hasse)
- Rom – Spanische Treppe. Hamburg 1978 (mit Wessel Reinink und Janne Günter)
- Kultur-Katalog. Hamburg 1979 (mit Rolf Rutzen)
- Fotografie als Waffe. Zur Geschichte und Ästhetik der Sozialfotografie. Reinbek 1982 (1. Auflage 1977)
- Toskana. Ein Reisebuch. Gießen 1985.
- Von Rimini nach Ravenna. Ein Reisebuch. Gießen 1988 (mit Janne und Birgitta Günter)
- Anders reisen Amsterdam. Ein Reisebuch in den Alltag. Reinbek 1990 (zuerst 1982, aktualisierte Neuauflage 1990).
- Amsterdam: Die Sprache der Bilderwelt. Mediale und ästhetische Aspekte einer historischen Kultur, insbesondere am Beispiel der Stadt-Kultur von Amsterdam. Berlin 1991 (Habilitationsschrift, 1986)
- Aufbruch in Troisdorf. Herausgegeben vom Kulturamt der Stadt Troisdorf. Essen 1992, (mit Tonino Guerra)
- mit Günter Mowe (Fotograf) und Roland Göhre (Illustrator): Im Tal der Könige. Ein Reisebuch zu Emscher, Rhein und Ruhr (im Auftrag der IBA Emscher Park). Klartext, Essen 1994,  4., nach dem IBA-Finale fortgesetzte und erweiterte Auflage, Essen 1999. ISBN 3-88474-044-X; 5. erweiterte Auflage, Grupello, Düsseldorf 2010, ISBN 978-3-89978-123-6.
- Hexenkessel. Ein Reisebuch zu Sachsen-Anhalt. Halle 1998 (im Auftrag der Expo Sachsen-Anhalt)
- Poetische Orte. Im Tal der Marecchia zwischen dem Hochappennin und Rimini. Essen 1998
- ›Sprechende Straßen‹ in Eisenheim. Essen 1999 (mit Janne Günter)
- Alte Wege, neue Wege. Ideen zu Industrie-Kultur, Tourismus und kreativem Praxis-Lernen an der Hochschule. Essen 1999 (mit Lienhard Lötscher und Michael Pohl)
- Besichtigung unseres Zeitalters. Industriekultur in Nordrhein-Westfalen. Essen 2001
- Stadt-Kultur und frühe Hofkultur in der Renaissance. Zusammenhänge zwischen Politik und Ästhetik. Essen 2003
- mit Stephan Alexander Vogelskamp: Das süße Leben. Ein neuer Blick auf das Alter und die Chancen schrumpfender Städte. Essen 2005,
- Weltstar Hans Sachs-Haus. Bedrohtes Demokratie-Denkmal – Aufbruch statt Abbruch. Essen 2006, (mit weiteren Autoren, hg. vom Deutschen Werkbund NW)
- Anklage und Vision. Das Museum >Quadrat< für den Bauhaus-Meister Josef Albers in Bottrop von Bernhard Küppers. Essen 2006.
- Eine Stadt in der Toskana. Das Gewebe von Geschichte, Stadt-Entwicklung, Architektur und Bilder-Welt. Essen 2006.
- Goti, Longobardi, Franchi, Lanzi, Austriaci, Tedeschi Nelle Memorie Popolari Toskane. Sestino-Arezzo 2006 (hg. mit Vittorio Dini)
- Industrie-Wald und Landschafts-Kunst im Ruhrgebiet. Essen 2007 (mit Janne Günter und Peter Liedtke)
- Heimat + Kultur: Zweimal ist mehr als einmal. Die Reise von Oberhausen in die südtürkisch-mittelmeerische Partner-Stadt Mersin. Essen 2007.
- Lern-Buch Stadt-Kultur. Für Stadt-Bewohner. Essen 2008.
- Der Traum von der Insel im Ruhrgebiet. Eine konkrete Utopie für die Kultur-Hauptstadt 2010. Essen 2008.
- Der Deutsche Werkbund und seine Mitglieder 1907-2007. Essen 2009.
- Karl Ganser – Ein Mann setzt Zeichen. Eine Planer-Biographie mit der IBA in der Metropole Ruhr. Essen 2010.
- Vom Elend der Denkmalpflege und der Stadtplanung: kommunale Studien zur Philosophie des Bewahrens und des Zerstörens. Klartext, Essen 2015, ISBN 978-3-8375-1414-8.